# Стоктон-он-Тис
Стоктон-он-Тис (англ. Stockton-on-Tees) — город в северо-восточной Англии, порт на реке Тис, выделен в административную единицу Стоктон-он-Тис, частично в графстве Дарем, частично в Северном Йоркшире.

## Этимология
Окончание -ton в названии города возможно означает -town — город.

## История
С 1968 по 1974 входил в район Каунти-Боро-оф-Тиссайд графства Северный Йоркшир. С 1974 по 1996 год в качестве района входил в неметропольное графство Кливленд. В 1996 году была образована унитарная единица Стоктон-он-Тис, с функциями и полномочиями совета района и совета графства. Церемониальные функции исполняет Лорд-лейтенант Дарема для северо-западной части унитарной единицы и Лорд-лейтенант Северного Йоркшира для юго-восточной части.

## География
Расположен на реке Тис в 15 километрах от устья.
Стоктон входит в конурбацию Тиссайд. Ближайшие крупные города: Биллингем и Хартлпул на северо-востоке, Мидлсбро на востоке, Дарлингтон на западе.
Пригороды:
- Инглиби-Баруик, юг
- Нортон, север
- Торнаби-оф-Тис, юг
- Эгглсклифф, юг
- Ярм, юг

## Экономика

### Машиностроение
На верфях Стоктона фирмой Richardson, Duck and Company и другими были построены корабли USS Arethusa (AO-7) (1893), SS Noemijulia (1895), SS Picton (1906), SS Empire Conveyor (1917), SS Edenhurst (1930), RFA Bayleaf (A79) (1955), RFA Brambleleaf (1959).
Локомотивостроительная компания Beyer-Peacock с 1956 года выпускала в Стоктоне электровозы серии 46 class.
Фирма John Warner & Sons в 1856 году отлила в Нортоне шестнадцатитонный колокол для часовой башни Биг-Бен Вестминстерского дворца в Лондоне. Колокол треснул во время испытаний.

### Энергетика
С 1975 по 1996 год работал мусоросжигательный завод Portrack Incinerator.

### Торговля
В юго-восточной части города расположен торгово-развлекательный комплекс Тиссайд-Парк.

### Железнодорожный транспорт
В 1825 году была построена железная дорога Стоктон — Дарлингтон.
Через станцию Стоктон проходит железнодорожная линия Durham Coast Line (Ньюкасл — Сандерленд — Сихэм — Хартлпул — Биллингем — Стоктон — Торнаби — Мидлсбро). Через южные пригороды проходит линия Tees Valley Line (Мидлсбро — Торнаби — Эгглсклифф — Дарлингтон) и линия First TransPennine Express (Мидлсбро — Торнаби — Ярм — Йорк — Лидс — Манчестер — Ливерпуль).

### Автодороги и автобусное сообщение
Автодорога A66 (Мидлсбро — Стоктон — Дарлингтон — Пенрит — Уэркингтон) пересекает город в направлении с востока на запад. Дорога A19 (Ньюкасл — Сандерленд — Биллингем — Стоктон — Мидлсбро — Йорк — Селби — Донкастер) пересекает город в направлении с севера на юг. Дорога A135 (Стоктон — Эгглсклифф) ведёт на юг. A139 (Стоктон — Биллингем) на северо-восток. A177 (Стоктон — Дарем) на северо-запад. A1046 вдоль левого берега реки Тис, на восток в Порт-Кларенс. A1130 на восток в пригород Мидлсбро Оклем. A1305 охватывает кольцом центральную часть города.
Междугородние автобусные маршруты компании Go North East в Мидлсбро, Ньюкасл, Сандерленд. Пригородные маршруты компаний Arriva и Stagecoach.

### Связь
Входит в почтовый район «Тиссайд», которому соответствует код «TS».

### Мосты
Мосты:
- Инфинити-Бридж построен в 2009 году фирмой Expedition Engineering[12].
- Принцесс-оф-Уэльс-Бридж (1992)[13]
- Плотина Тис-Бэррэйдж (1995)[14]
- Тискуай-Миллениум-Футбридж (2000)[15]
- Тис-Ньюпорт-Бридж (1934)[16]

## Политика и власть
Выборы в Палату общин проходят по избирательным округам Стоктон-Норт и Стоктон-Саут. В результате выборов 2010 года в округе Стоктон-Норт победу одержал лейборист Алекс Каннингем, в округе Стоктон-Саут консерватор Джеймс Уортон. С 1868 по 1983 выборы в Палату общин проходили по избирательному округу Стоктон-он-Тис. С 1924 по 1929 и с 1931 по 1945 округ в парламенте представлял 65-й премьер-министр Великобритании консерватор Гарольд Макмиллан.
Местную власть обеспечивает Совет унитарной единицы Стоктон-он-Тис. Унитарная единица наделена функциями и полномочиями совета района и совета графства. В унитарную единицу Стоктон-он-Тис входит крупный город Биллингем.
Охрану правопорядка в городе обеспечивает Полиция Кливленда. Пожарно-спасательная служба Стоктона подчинена пожарной бригаде Кливленда.
В Стоктоне с 1992 года работает тюрьма Холм-Хаус. Тюрьма рассчитана на 1210 заключённых старше 18 лет.

## Наука и образование
В городе расположен Куин-Кампус Даремского университета, колледжи Грэнджфилд-Скул, Джон-Сноу-Колледж имени Джона Сноу, Стефенсон-Колледж, Стоктон Риверсайд Колледж, Стоктон-Сикс-Форм-Колледж. Частные школы Тиссайд-Хай-Скул в Эгглсклиффе и Рэд-Хаус-Скул в Нортоне.
Исследовательский институт здравоохранения Wolfson Research Institute for Health and Wellbeing работает в университетском городке Куин-Кампус.

## Здравоохранение
Здравоохранение находится в ведении организации North Tees and Hartlepool NHS Foundation Trust. В Стоктоне находится крупный госпиталь University Hospital of North Tees.

## Спорт
На поле для крикета Грэнджфилд-Роад в 1992—2006 годах проводила матчи команда Дарем-Каунти-Крикет-Клуб.
Сооружение для занятий гребным спортом Тиссайд-Уайтуотер-Курс на отводном канале плотины Тис-Бэррэйдж подходит для рафтинга, спуске на каяках. В 2004 году здесь проходил чемпионат Европы по гонкам на драгонботе.
Футбольный клуб Торнаби выступает во втором дивизионе Северной лиги.

## Достопримечательности
- Глоуб-Театр — памятник архитектуры и бывший театр, 22 ноября 1963 года здесь выступали The Beatles[38].
- На реке Тис установлено судно-реплика корабля Индевор, который капитан Кук использовал в своей первой экспедиции[39].
- Престон-Холл — памятник архитектуры и действующий музей[40].

## Другое
- В 1984 году был создан наследственный титул Графа Стоктона[41]. Первым графом Стоктонским стал 65-й премьер-министр Великобритании консерватор Гарольд Макмиллан.